# 桂良
桂良（けいりょう、グイリャン、満洲語: ᡤᡠᠢᠯᠢᠠᠩ、転写：guiliang、1785年 - 1862年）は、清の官僚。字は燕山。満州正紅旗人。グワルギャ氏（gūwalgiya hala、瓜爾佳氏）。閩浙総督玉徳（ユデ）の子。

## 生涯
捐納で官につき、河南按察使、四川・広東・江西布政使を歴任した。道光14年（1834年）、河南巡撫に抜擢され、天理教の流れをくむ「無生老母」信仰を弾圧した。道光19年（1839年）に湖広総督、閩浙総督を経て翌道光20年（1840年）に雲貴総督に転任となった。雲貴総督として貴州省のミャオ族の反乱を鎮圧した。
道光25年（1845年）、兵部尚書兼正白旗漢軍都統となる。その後熱河都統に転出したが、道光28年（1848年）に北京に呼び戻され鑲紅旗漢軍都統となり、娘を道光帝の第6皇子奕訢に嫁がせている。咸豊元年（1851年）に吏部尚書・福州将軍となり、翌咸豊2年（1852年）には兵部尚書となった。
咸豊3年（1853年）、太平天国の北伐軍が北京に迫ると、直隷総督のネルギンゲ（訥爾経額）の援護にあたったが、ネルギンゲが敗北を重ねたため解任、桂良が直隷総督となった。桂良は都統の勝保（シェンバオ）・ホルチン郡王センゲリンチン（senggerincin、僧格林沁）と協力して、防衛に成功した。咸豊6年（1856年）に東閣大学士・蒙古正藍旗都統となった。
咸豊8年（1858年）、アロー戦争でイギリス・フランス連合軍が天津に迫ると、和議に赴いて天津条約に調印した。しかし朝廷内で主戦論が増大すると戦争は再開され、咸豊10年（1860年）にイギリス・フランス連合軍が北京を占領、咸豊帝が熱河に逃れると、文祥・恭親王奕訢と共に事後処理にあたり、北京条約を調印した。
咸豊11年（1861年）、総理各国事務衙門が設置されるとその大臣となり、外交・通商事務にあたった。同年の咸豊帝死後の辛酉政変では恭親王・東太后・西太后のグループを支持したため、同治帝が即位すると軍機大臣に任命され、洋務運動を推進した。死後、文端の諡号を贈られた。